# Okenia hypogaea
Okenia es un género monotípico de plantas herbáceas de la familia Nyctaginaceae. Su única especie: Okenia hypogaea es originaria de México y Estados Unidos.

## Descripción
Son hierbas anuales, postradas, espinas y brotes espolonados ausentes, densamente víscido-vellosas; plantas hermafroditas. Hojas opuestas, variando mucho en tamaño, ovadas, redondeadas a oblongas, 1.5–4 cm de largo y 1–3 cm de ancho, ápice redondeado a agudo, base cuneada, truncada o subcordada, margen entero a levemente sinuado, víscido-vellosas; pecíolo 1–3 cm de largo. Flores solitarias, axilares, pedicelo pequeño y erecto (en fruto muy expandido y deflexo, llevando al antocarpo 10–15 cm bajo el suelo), brácteas 3; cáliz infundibuliforme, 2–3 cm de largo y 1.5–2.5 cm de ancho, piloso, magenta (azul a violeta o blanco), 5 lobos con ápices emarginados, no retenido en el fruto; estambres (9) 14–19, desiguales, connados en la base formando un tubo corto, el más largo exerto en la antesis; estilo exerto, estigma peltado. Antocarpo hipogeo, ampliamente elíptico, 0.9–1.3 cm de largo y 0.6–0.9 cm de ancho, tubo del cáliz engrosado y tornándose suberoso, liso a áspero, eglandular, glabro.

## Taxonomía
Okenia hypogaea fue descrita por Schltdl. & Cham. y publicado en Linnaea 5(1): 92–93. 1830.